# Kozyrevka
La Kozyrevka (in russo  Козыревка?) è un fiume della penisola di Kamchatka nell'Estremo Oriente russo. Scorre nel Bystrinskij e nel Mil'kovskij rajon del Territorio della Kamčatka.
Il fiume ha origine dagli speroni della cresta Kozyrevskji. Nel corso superiore scorre tra alte montagne, nel corso medio e inferiore attraversa un'area paludosa. Il fiume è largo e la corrente è lenta. La lunghezza del fiume è di 222 km, l'area del suo bacino è di 8 440 km². Sfocia nella Kamčatka a 299 km dalla foce. Il maggior affluente (da sinistra) è la Bystraja (lungo 154 km).